# Formilacija
Formilacija je tip posttranslacione modifikacije u kojem se formil grupa is dodaje na N-terminus proteina. Najčešće izučavani mehanizam je N6-formilacija lizina koja je asocirana sa histonom i drugim proteinima jedra. Posttranslationa modifikacija histona i drugih hromatinskih proteina ima uticaja na fiziologiju ekspresije gena. N6-formil-lizinski ostatak je endogena histonska sekundarna modifikacija. Ona je hemijski slična sa N6-acetilacijom koja je značajna odrednica ekspresije gena u ćelijama sisara. N6-formil modifikacija lizina ometa signalne funkcije acetilacije i metilacije, što utiče na fiziologiju oksidativnog i nitrozativnog stresa.